# Tóc tiên hồng
Tóc tiên hồng hay còn gọi báo vũ, ngải nàng mơn, ngải nàng hồng, huệ mưa,... (danh pháp hai phần: Zephyranthes rosea) là một loài thực vật bản địa thuộc chi Zephyranthes của vùng Caribe. Chúng được trồng rộng rãi để làm cây cảnh và đã trở thành loài cây du nhập và thích nghi tại các vùng nhiệt đới trên khắp thế giới. Chúng chỉ nở hoa sau các cơn mưa lớn.
Loài này có chứa các độc tố có khả năng gây chết người.

## Mô tả

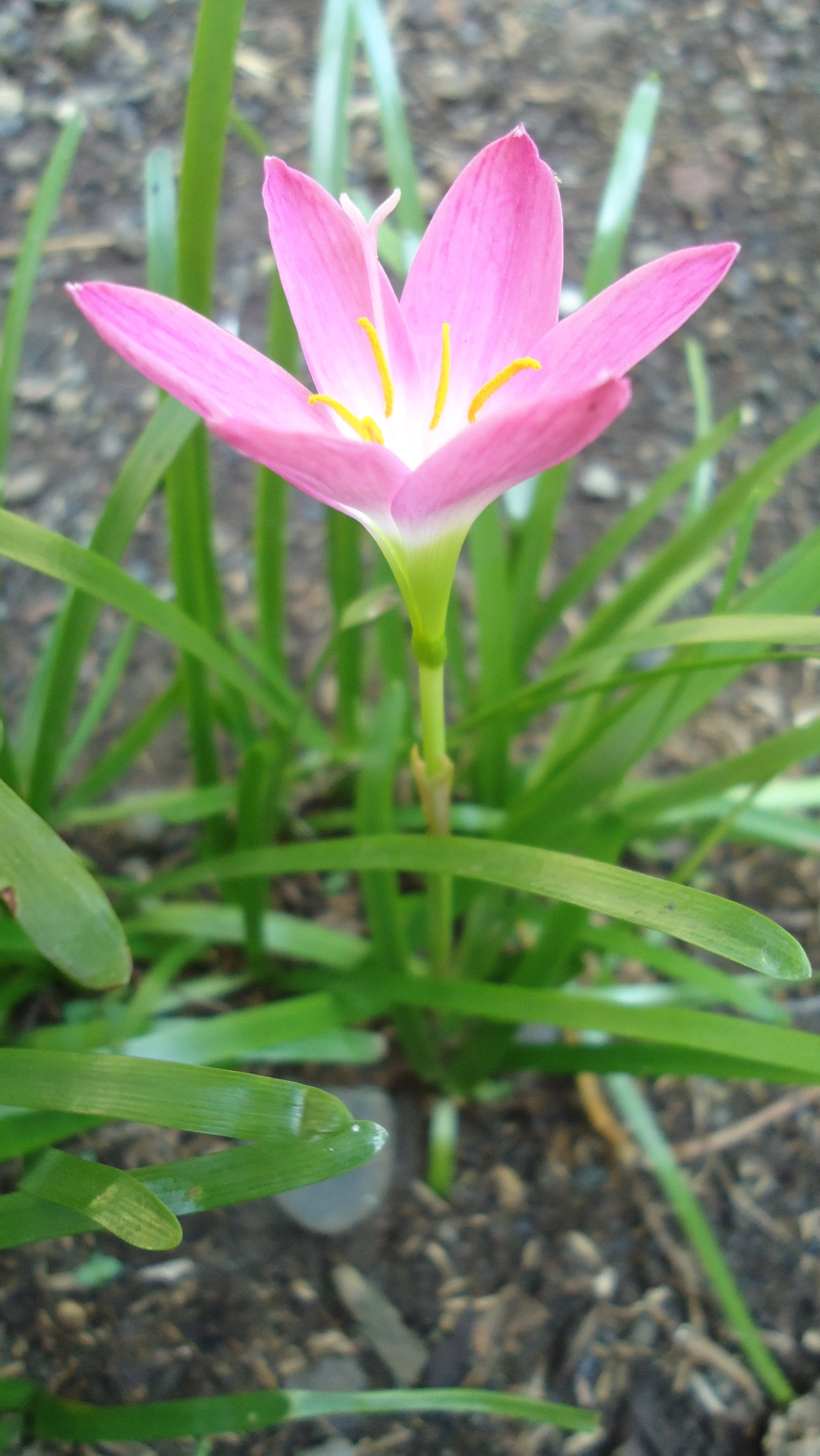
Một cây tóc tiên hồng ở Philippines

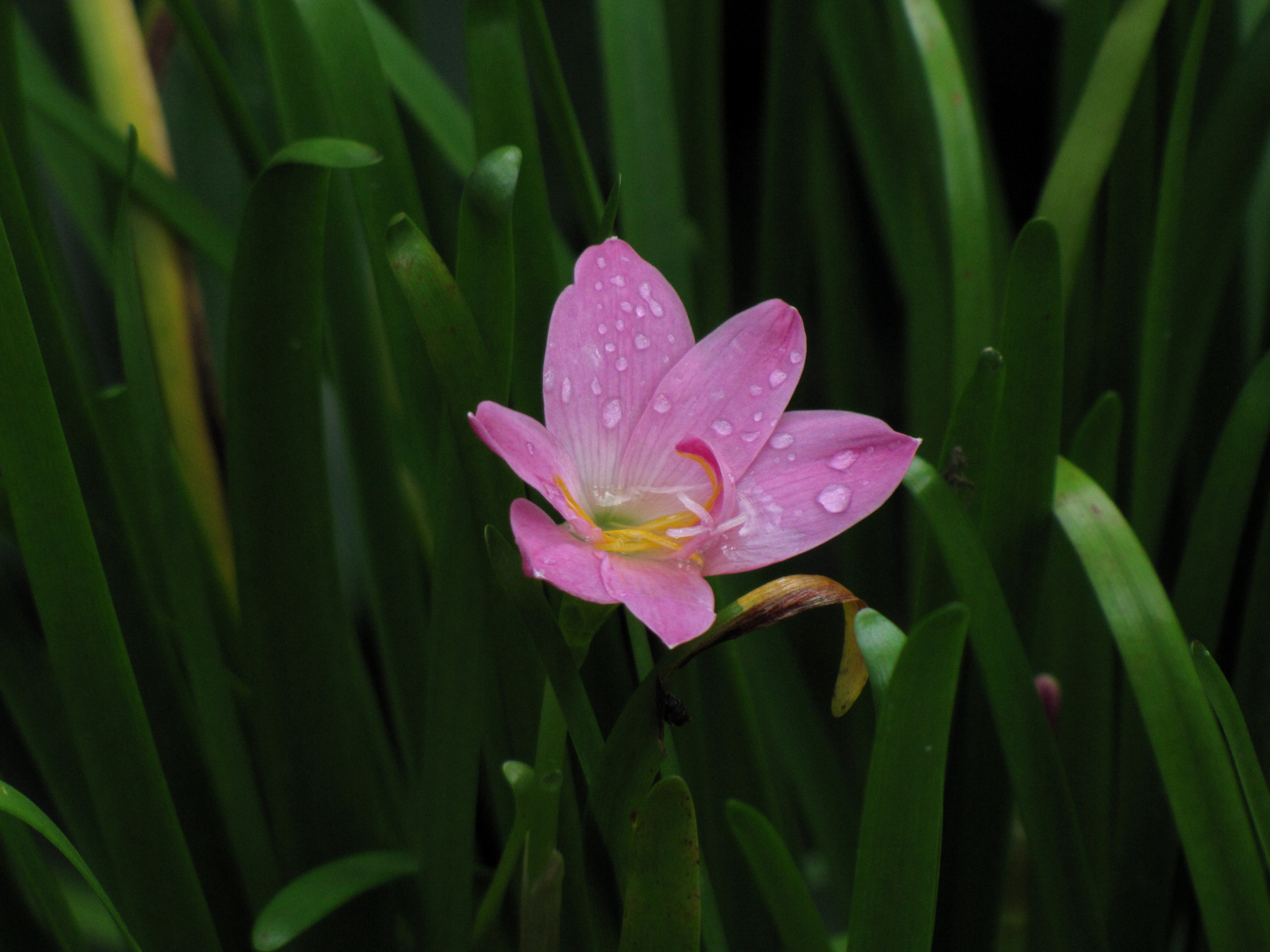
Một cây tóc tiên hồng ở Kooveri, Kerala, Ấn Độ

Tóc tiên hồng là loài thân thảo lâu năm có một lá mầm. Chúng là loài thực vật nhỏ, chỉ đạt chiều cao 15 đến 20 cm (5,9 đến 7,9 in). Chúng có từ năm đến sáu chiếc lá dài thẳng hẹp và dẹt màu xanh đậm, thẳng, rộng khoảng 3 đến 4 mm (0,12 đến 0,16 in), củ của cây có vỏ, hình cầu với đường kính khoảng 1,5 đến 2,5 cm.
Các bông hoa đơn lẻ hình phễu hướng thẳng đứng hoặc hơi nghiêng với cán hoa dài 10 đến 15 cm (3,9 đến 5,9 in). Mo hoa dài khoảng 2 đến 2,8 cm và chỉ phân chia không đáng kể ở đỉnh. Các bông hoa có sáu cánh với đường kính khoảng 2,5 cm (0,98 in) và chiều dài 3 đến 3,5 cm. Bao hoa có màu hồng tươi với một ống tràng bao hoa trung tâm màu xanh lá cây dài ít hơn 5 mm (0,20 in). Sáu nhị hoa có chiều dài khác nhau, một dài 11 mm (0,43 in), một dài 16 mm (0,63 in), và bốn nhị hoa còn lại dài từ 12 đến 13 mm (0,47 đến 0,51 in). Chúng ngắn hơn so với vòi nhụy và lồng vào miệng của bao hoa. Bao phấn dài 3 đến 6 mm (0,12 đến 0,24 in).
Những bông hoa phát triển thành các quả nang và được chia tiếp thành ba thùy. Hạt đen bóng và phẳng bẹt.

## Phân loại
Z. rosea thuộc chi Zephyranthes (loa kèn mưa) thuộc phân tông Zephyranthinea của tông Hippeastreae. Nó được phân loại thuộc phân họ Amaryllidoideae của họ Amaryllis (Amaryllidaceae). Nếu theo phân loại rộng hơn, đôi khi nó cũng được liệt kê vào họ loa kèn (Liliaceae).

## Danh mục
Tóc tiên hồng (giống như các loại loa kèn mưa khác) chỉ mọc ra những bông hoa chóng tàn sau các cơn mưa hay bão lớn theo mùa. và hoa thường nở vào cuối mùa hè. Tên chi Zephyranthes có nghĩa là "những bông hoa của gió tây", từ tiếng Hy Lạp ζέφυρος (zéphuros, một thần Anemoi) và ἄνθος (anthos, 'hoa'). Zephyrus là hiện thân của gió tây, cũng liên hệ đến mưa rào. Tên loài xuất phát từ tiếng Latin có nghĩa là 'hồng sẫm' hay 'hồng đỏ'.
Tóc tiên hồng là một trong hai loài thuộc chi Zephyranthes được biết đến với cái tên 'tóc tiên hồng'. Loài còn lại là Tóc tiên hồng to (Zephyranthes carinata), thường được gọi không chính xác là Zephyranthes grandiflora. Tóc tiên hồng to thường được các thương nhân dán nhãn sai là Tóc tiên hồng. Ta có thể phân biệt Tóc tiên hồng lớn với Tóc tiên hồng vì "tóc tiên hồng to" nó có hoa lớn hơn nhiều với màu hồng thắm hơn. Tóc tiên hồng cũng có 24 tế bào thân thể nhiễm sắc thể lưỡng bội, so với 48 của tóc tiên hồng to.
Một loài có tên khoa học là Habranthus robustus cũng có một số đặc điểm giống với "tóc tiên hồng". Ta có thể phân biệt chúng với Tóc tiên hồng vì hoa của nó lớn hơn và có màu hồng nhạt hơn.

## Phân bố và môi trường sống
Tóc tiên hồng là thực vật bản địa của vùng Caribe, đặc biệt là Cuba, Puerto Rico, Guadeloupe, và Martinique. Nó đã được đưa đến và trở thành loại nhập tịch ở các vùng nhiệt đới của Bắc Mỹ, Trung Mỹ, Nam Mỹ, châu Á, Úc, và một số quốc đảo Thái Bình Dương. Chúng thường bị nhiễu loạn tại các vùng đất và đồng cỏ nhận được lượng mưa định kỳ.

## Sử dụng
Tóc tiên hồng thường được nhân giống bằng cách phân tách các cụm thân hành, song cũng có thể trồng bằng hạt giống. Chúng được sử dụng rộng rãi làm cây cảnh. Chúng duy trì tương đối thấp, ở trạng thái ngủ trong suốt thời kỳ hạn hán. Tuy nhiên, chúng chịu lạnh kém hơn các loài khác trong chi Zephyranthes.
Tại Ấn Độ, chúng cũng được sử dụng trong y học dân gian, cùng với Zephyranthes flava.

## Độc tính
Thân hành của Tóc tiên hồng, giống như các thành viên khác trong chi Zephyranthes và Habranthus, có chứa nhiều loại Alkaloid độc hại khác nhau gồm lycorine và haemanthamine. Chúng có thể gây nôn, co giật, và tử vong cho người, gia súc, và gia cầm.

## Sâu bệnh
Loài gây hại đối với Tóc tiên hồng bao gồm các côn trùng nhai. Chúng cũng dễ bị tổn thương bởi nấm ký sinh Botrytis cinerea.